# Fabien Pithia
Louis Désiré Fabien Pithia (ur. 7 maja 1987 w Saint Aubin) – maurytyjski piłkarz występujący na pozycji pomocnika. Brat bliźniak Louisa FaBrice’a Pithii, także piłkarza.

## Kariera klubowa
Pithia karierę rozpoczął w 2003 roku w zespole Savanne SC z Barclays League. W latach 2003 i 2004 zdobył z nim dwa Puchary Mauritiusa. W latach 2011–2013 grał w AS Port-Louis 2000, a w latach 2013-2015 w Curepipe Starlight SC. W latach 2015–2017 był zawodnikiem Cercle de Joachim SC. Z kolei w sezonie 2017/2018 ponownie grał w Savanne SC, w którym zakończył karierę.

## Kariera reprezentacyjna
W reprezentacji Mauritiusa Pithia zadebiutował 9 marca 2008 roku w przegranym 1:2 towarzyskim meczu z Madagaskarem. Od 2008 do 2018 rozegrał w kadrze narodowej 25 meczów i strzelił 1 gola.